# Vĩnh Nguyên
Vĩnh Nguyên là một phường ven biển cũ nằm về phía đông nam của thành phố Nha Trang, tỉnh Khánh Hòa, Việt Nam.

## Địa lý
Phường Vĩnh Nguyên nằm ở phía đông nam thành phố Nha Trang, có vị trí địa lý:
- Phía đông giáp Biển Đông
- Phía tây giáp phường Phước Long và phường Phước Hải
- Phía nam giáp phường Vĩnh Trường
- Phía bắc giáp phường Tân Lập, Phước Hòa, Lộc Thọ.

Phường Vĩnh Nguyên có diện tích 42,62 km², chiếm 16,87% diện tích toàn thành phố. Dân số năm 1999 là 17.969 người, mật độ dân số đạt 422 người/km².
Phường có sân bay quân sự, có cảng biển đa chức năng và có cảng du lịch là đầu mối giao lưu của tuyến giao thông đường thủy nối đất liền với khu du lịch biển đảo; tạo mối quan hệ chặt chẽ cả về kinh tế - xã hội, môi trường và an ninh quốc phòng.